# Kursbuch (Schule)

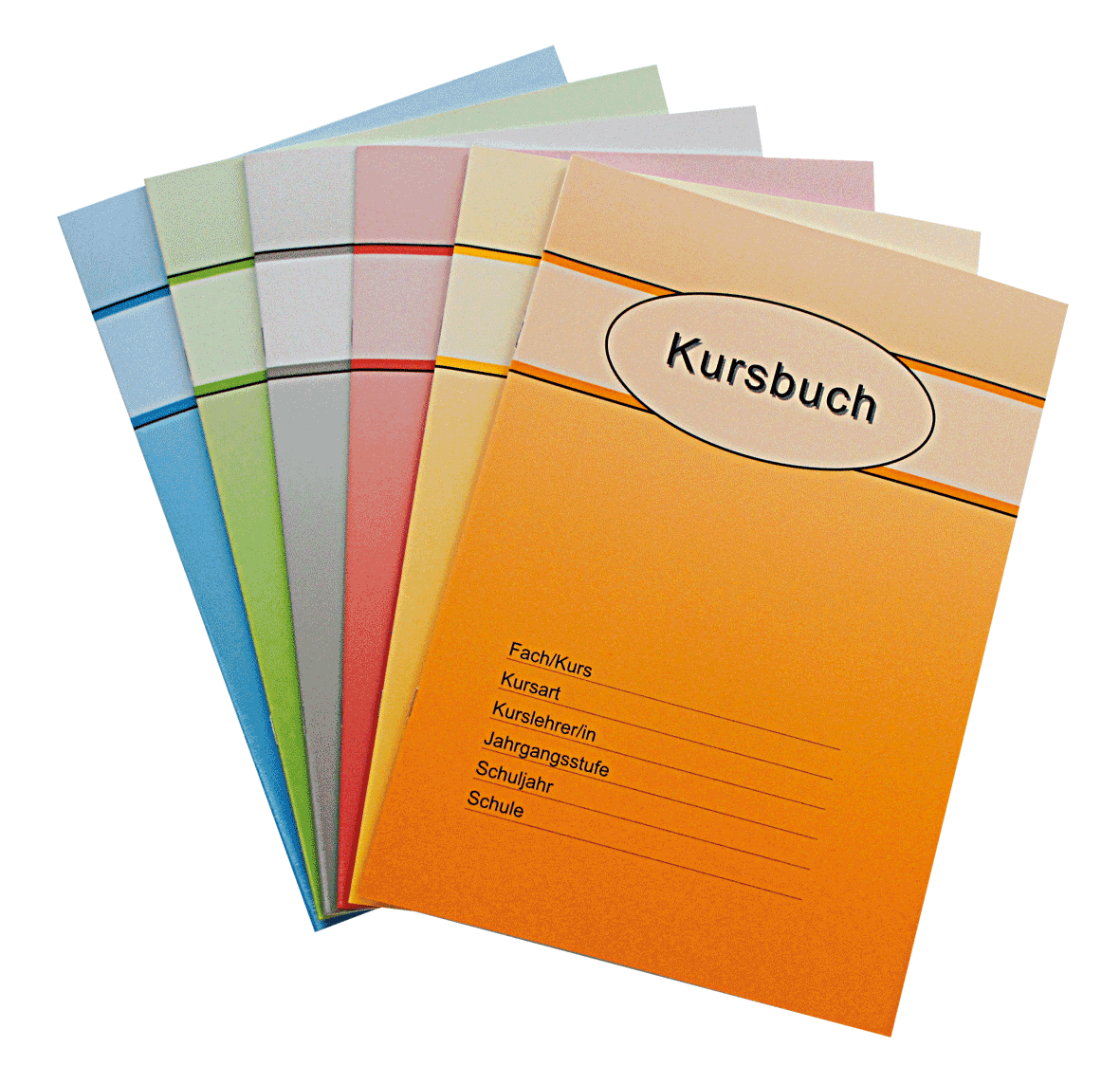
Beispiel für Kurshefte bzw. Kursmappen

Ein Kursbuch, Kursheft, oder Kursmappe ist ein schulisches Dokument der Fachlehrkräfte in der Oberstufe bzw. für den Kursunterricht, in dem der behandelte Unterrichtsstoff, die Hausaufgaben, die Fehlstunden der Schüler, Klausurergebnisse, Facharbeiten und weitere wichtige Daten je Unterrichtsstunde bzw. Sitzung festgehalten werden. Außerdem enthalten sind Schülerverzeichnisse und Stundenpläne.
In der Primarstufe sowie der Sekundarstufe I wird diese Dokumentation im Allgemeinen im Klassenbuch der jeweiligen Klasse getätigt. Hiervon wird zugunsten eines Kursheftes abgewichen, wenn Klassen für einzelne Fächer geteilt unterrichtet werden. Dies betrifft unter anderem Unterricht in Fächern wie Religion bzw. Ethikunterricht oder Unterricht in einer zweiten Fremdsprache bei Wahlmöglichkeiten an der Schule (etwa Französisch und Latein), Unterricht auf unterschiedlichen Anforderungsstufen der Gesamtschule sowie den Bereich der Arbeitsgemeinschaften. Die jeweilige Fachlehrkraft dokumentiert auch hier den Unterrichtsstoff, Hausaufgaben, Fehlstunden sowie evtl. Ergebnisse von Klassenarbeiten im Kursbuch.